# Zur besonderen Verwendung
Zur besonderen Verwendung (zkratkou Z.b.V., česky „pro zvláštní použití“) označovalo za druhé světové války dvě různé složky: vojenskou policii Wehrmachtu a vojensko-policejní složku bezpečnostní služby SD (Sicherheitsdienst), sestávající zejména z příslušníků SIPO (Sicherpolizei), jejichž velitelé i někteří členové byli příslušníky SS.
Od 3. září 1939 vznikl v rámci Einsatzgruppe zbV pod SS Obergruppenführera Udo von Woyrsche a SS Oberführera Otto Rasche. Skládalo se ze čtyř policejních praporů a speciální policejní síly s 350 muži. Jejich oblastí použití byla průmyslová oblast Horní Slezsko. Tehdy poprvé označený zkratkou Z.b.V.

## Z.b.V. wehrmacht
V rámci Wehrmachtu se však jedná o dvě různé oddělení. Jeden z útvarů byl přidělen letectvu, ale nejdůležitější část byla přidělena armádě. Na Vrchním velitelství armády OKW byla kancelář, která byla nově vytvořena v říjnu 1940 a do konce války byla řízena Eugenem Müllerem. Jako nový orgán právních záležitostí v rámci vrchního pozemního velitelství OKH byl podřízen skupině III. generálního Quartermastera, což znamenalo, že byl odpovědný za dodržování trestního práva vojáků, jako je potvrzení nebo zrušení soudních rozsudků, nebo rozhodnutí o žádostech o milost. Byla tvořena třemi oblastmi – polní správa, vojenské právo a vězeňská služba.

## Z.b.V. kommandos
Diverzní vojensko-policejní jednotky ZbV měly velitele z příslušníků SS a jejich nadřízeným velitelem byl Heinrich Himmler. V mnoha ohledech se jednalo o privilegované oddíly. Dostávalo se jim nejen moderních automatických zbraní a spojovacích prostředků, ale disponovaly také množstvím motorových vozidel i obrněných transportérů. Významným podílem se účastnily společně s Einsatzkommandy válečných zločinů nejen v Polsku, Jugoslávii a SSSR, ale v podstatě v celé Evropě.

## Kompanien zur besonderen Verwendung v Protektorátu
Již v červenci 1942 byl v Protektorátu zformován Oberst der Gendarmerie SS-Polizei Regiment 21 v Praze z jednotky Polizei Regiment Mähren, tvořený také z několika dalších samostatných jednotek. Velitelem pluku byl plk. Georg Attenberger. V důsledku nárůstu partyzánského hnutí v roce 1944, bezpečnostní policie SIPO (Sicherpolizei) zformovala nejdříve proti partyzánům na českém území tzv. roty ke zvláštnímu použití Kompanien zur besonderen. Bezpečnostní policie SIPO (Sicherheitspolizei), se strukturálně členila na několik specializovaných útvarů zajišťující ostrahu veřejné bezpečnosti. Služebny čítající jednu rotu byly nejdříve v Holešově a Moravské Ostravě. Tyto roty ke zvláštnímu použití svou organizací inspirovaly budoucí oddíly ke zvláštnímu použití (ZbV-Kommandos).

### Složení jednotek na Moravě
ZbV-k.ommanda na Moravě byly policejně-vojenské útvary, rozmanitého složení sestávající zejména z policejních složek SIPO, často lokálně byly často doplňovány členy Feldpolizei, složkami Ordnungspolizei i gestapa. Tato skupina je označována jako Einsatzkommando der Sicherheitspolizei und des SD. Četu tvořilo zhruba třicet mužů a byly v pohraničí při akcích doplňovány psovody tzv. Jagdkommandy a úzce tak spolupracovaly s pohraniční stráží daných oblastí. Oddíly dostal v roce 1945 k dispozici velitel bezpečnostní policie a SD v Praze SS-Standartenführer dr. Erwin Weinmann, jenž je dále přiděloval do klíčových oblastí podle žádostí místních řídících úřadoven policie, četnictva a také gestapa. Jednotky ZbV mají na svědomí také vypálení Ploštiny a Prlova, ale největšího rozsahu své represívní činnosti dosáhly zejména na území Slovenska v rámci tzv. Einsatzgruppen ZbV, po neúspěchu a krachu Slovenského národního povstání.